# Mkhambathini
Mkhambathini – gmina w Republice Południowej Afryki, w prowincji KwaZulu-Natal, w dystrykcie uMgungundlovu. Siedzibą administracyjną gminy jest Camperdown.